# 베타니아의 라자로

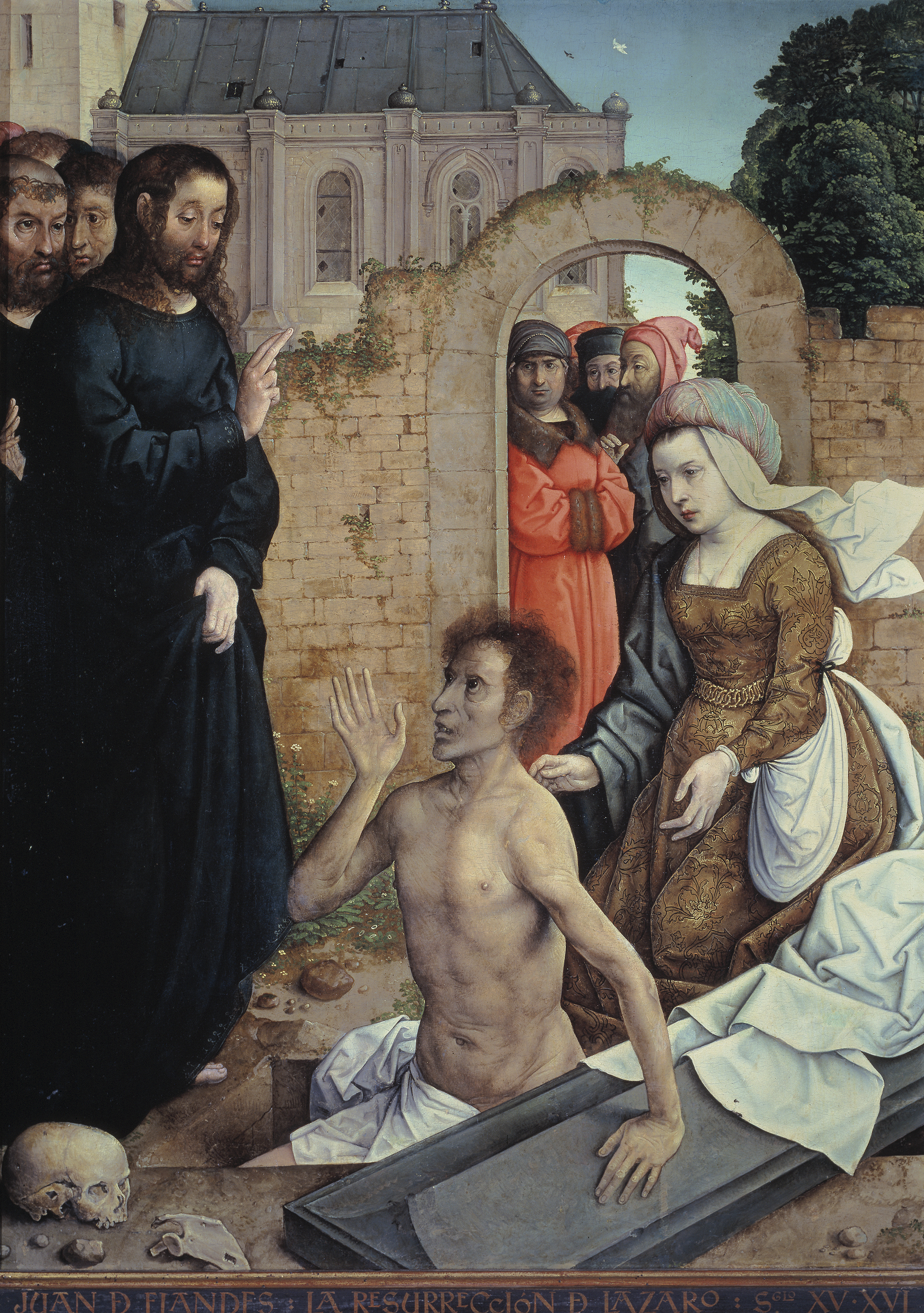
라자로의 소생(획: 후안 데 후란데스)

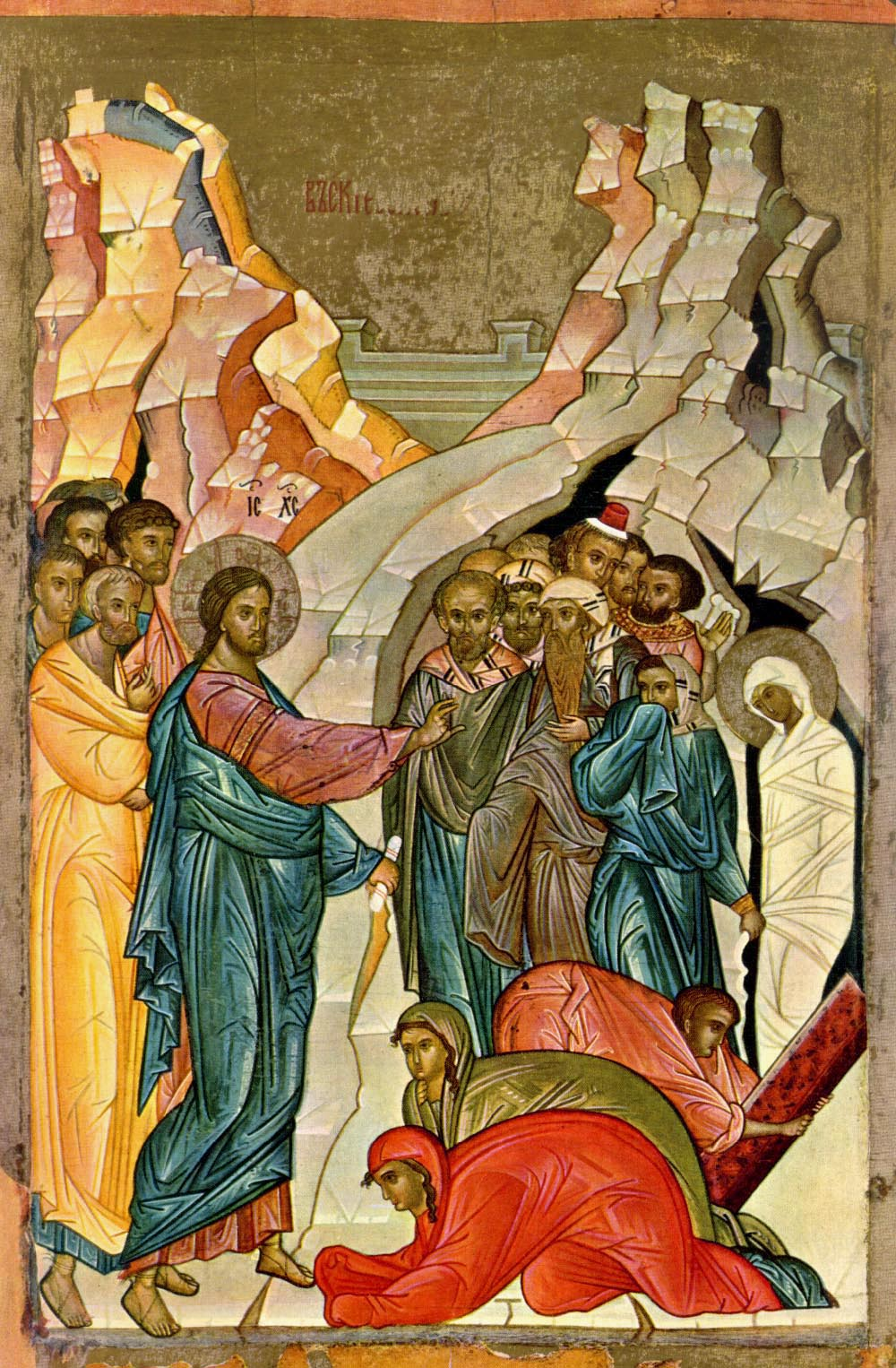
라자로의 부활의 성화상(15세기 러시아)

라자로(고대 그리스어: Λάζαρος 라자로스[*], Lazarus)는 성경에 등장하는, 죽었다가 소생한 남성이다. 유대인의 이름인 엘라자르가 그리스어화된 이름이라고 추측한다. 천주교와 정교회, 성공회에서는 라자로, 성공회를 제외한 개신교에서는 나사로라고 음역한다.

## 이야기

### 성서
기독교에서 성인으로 공경받으며, 축일은 6월 21일이다. 예루살렘 교외의 베다니에 살며, 마리아와 마르타의 형제로 모두 예수와 친했다. 예수는 그들의 집을 방문했다.
또 요한 복음서 11장에 의하면, 죽었으나 예수에 의하여 다시 살아났다. 이 라자로의 소생을 본 사람들은 예수를 믿어 유태인의 지도자들은 어떻게 예수를 죽일지 계획하기 시작했다. 대제사장 가야파(가야바)와 다른 제사장들은 라자로도 죽이려고 음모했다.

### 교회 전승
전승에 의하면, 후에 라자로는 키프로스의 초대 주교가 되었다. 정교회에서는 성지주일 전날의 토요일(안식일)을 라자로의 토요일(그리스어: Σάββατο του Λαζάρου)라고 불러, 그리스도에 의한 라자로의 소생을 기억한다.
남프랑스의 전승에서는 자매 마르타, 마리아들과 함께 산트-메리-드-라-메일에 표착, 그 후 마르세유에 포교했다고 한다.

### 문학
라자로의 소생의 기적은 인류의 죄를 그리스도가 구제해 삶으로 되돌아오게 하는 것의 전조로서 해석되어 왔다. 문학에서도, 가끔 그러한 이미지의 인용이 보인다. 예를 들어, 도스토옙스키의 「죄와 벌」에서 주인공인 살인자 라스콜리니코프가 자백을 결의하는 계기로 라자로의 죽음 이야기를 소냐에게 낭독시키는 장면이 등장한다.

## 같이 보기
- 성경 등장인물 목록
- 성인 목록
- 라자로 징후
- 성 라자로 기사단
- GPS 위성 - 한 번 기능 정지하고 나서 부활했기 때문에 「라자로」의 애칭을 붙인 위성이 존재한다.
- 죽음에 이르는 병 - 키르케고르의 철학서.